# Pontus Ek (roddare)
Pontus Ek, född 27 juni 1975, är en svensk roddare som representerade Sverige vid olympiska sommarspelen i Atlanta 1996. Nilsson rodde skullerfyra tillsammans med bland annat Johan Flodin och Henrik Nilsson under landslagsledning av Thor Nilsen. Nilssons båt nådde A-final och placerade sig på sjätte plats. Det är en av de högsta placeringarna vid olympiska spel som svenska roddare nått.